# Florin Cioabă
Florin Tănase Cioabă (ur. 17 listopada 1954 w Sybinie, zm. 18 sierpnia 2013 w Antalyi) – samozwańczy król wszystkich Cyganów. Tytuł króla wszystkich Romów na świecie odziedziczył po ojcu w 1997 roku.